# Àmic

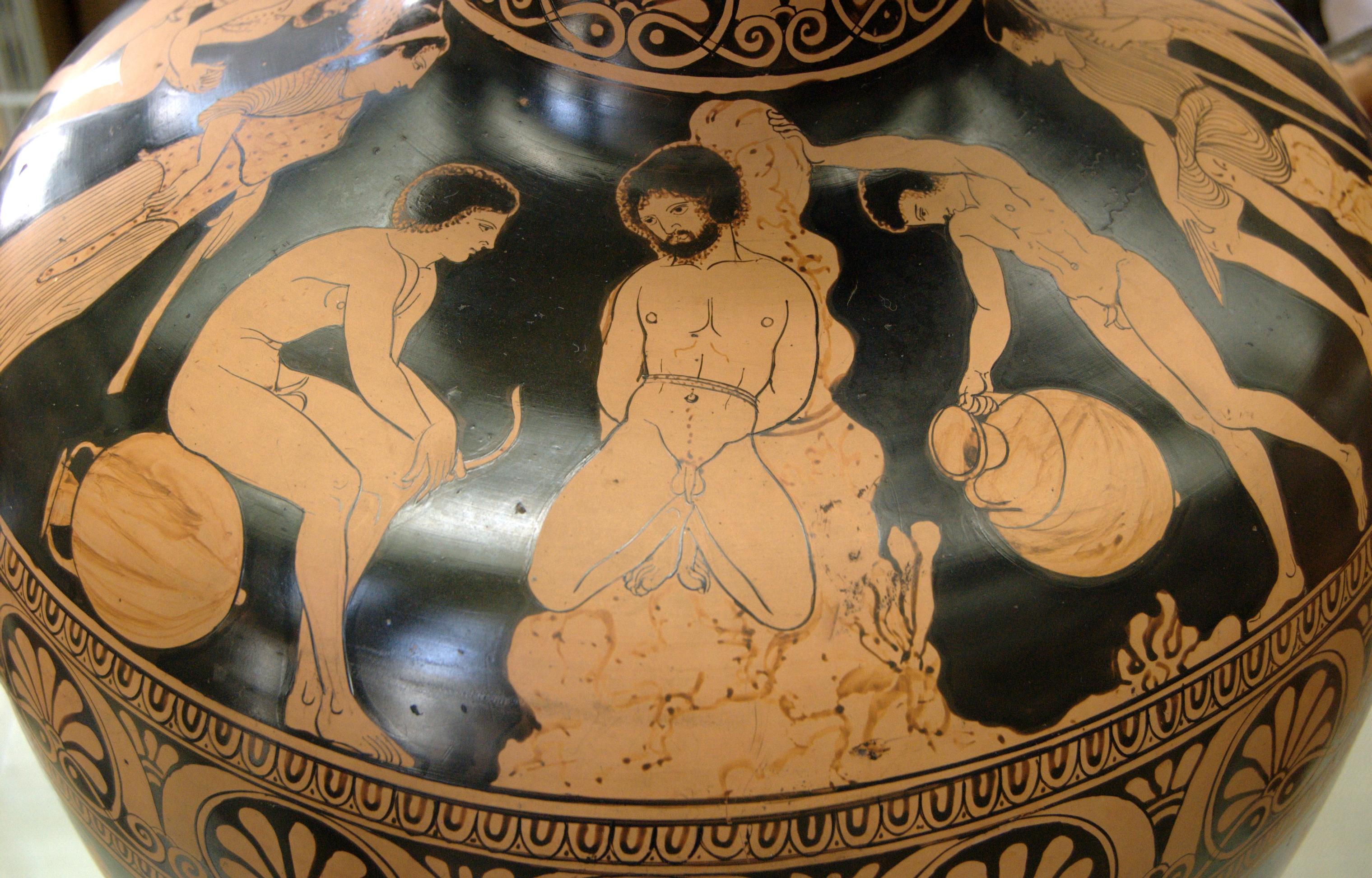
Àmic encadenat pels argonautes

Àmic (en grec antic Ἄμυκος "el que dessagna"), va ser, segons la mitologia grega, un gegant fill de Posidó. Era rei dels bèbrics, a Bitínia.
Era de naturalesa salvatge i va inventar la boxa i el pugilat. Escometia els estrangers que arribaven a les costes de Bitínia i els matava a cops de puny. Quan els argonautes van desembarcar allà, es van trobar amb Àmic que els va desafiar a lluitar. Refugiats els argonautes en una cala propera, se'ls va presentar Sòstenes, un home alat, que els va dir que podien guanyar Àmic. Amb aquesta esperança, Pòl·lux va acceptar el duel i va començar el combat. Àmic, tot i la seva alçada i la seva força brutal, va ser vençut per l'habilitat i l'agilitat de l'heroi. L'aposta havia estat la pròpia vida, i en cas d'haver vençut Àmic hauria mort el seu adversari. Pòl·lux es va limitar a fer prometre al gegant que a partir d'aquell moment respectaria la vida dels estrangers. Licos, rei de Bitínia, va agrair als argonautes que el lliuressin d'Àmic, i els donà el seu fill Dàscil, com a guia de la nau Argo.